# Swartkrans
Swartkrans – stanowisko archeologiczne w Południowej Afryce, na zachód od Sterkfontein w prowincji Gauteng niedaleko miasta Krugersdorp. Od 1949 odkryto w tym miejscu szczątki Australopithecus robustus, Paranthropus, Homo erectus oraz Homo habilis. Najstarsze znalezisko datowane jest na ok. 1,8–2 mln lat. Na stanowisku tym odkryto również ślady używania ognia sprzed ponad miliona lat. Jest to drugi najstarszy dowód na użycie ognia przez człowieka.
Swartkrans wraz ze Sterkfontein, Kromdraai i Wielką Jaskinią zostało wpisane w 1999 r. na listę światowego dziedzictwa UNESCO.